# Doughnut (automobilismo)

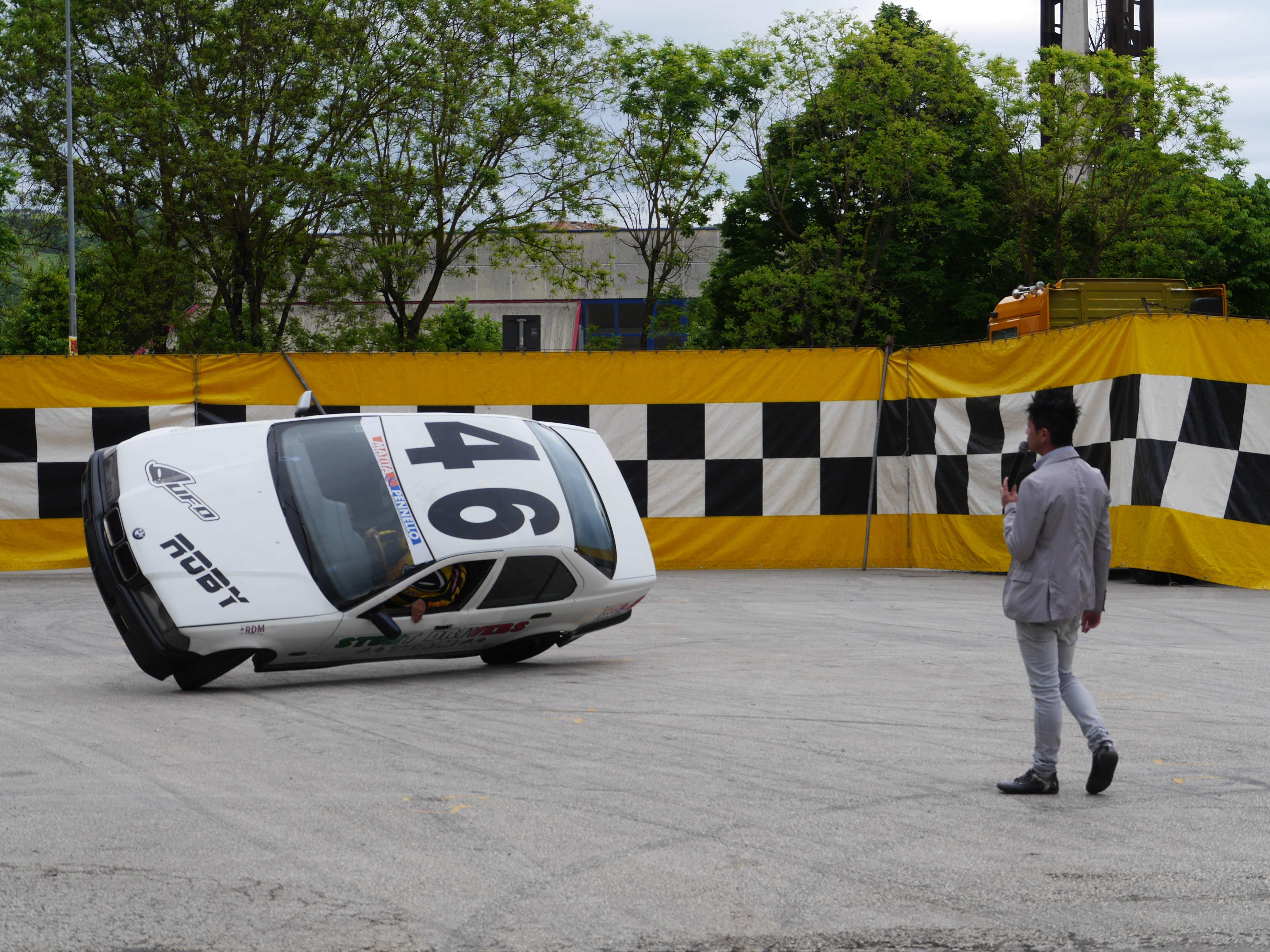
Un doughnut eseguito attorno ad una persona, da notare la rotazione delle ruote della vettura, Stunt Drivers Team a Perugia

Il doughnut, o donut (in italiano ciambella), è una tecnica di guida derivata dalle corse di drifting o derapata effettuate con le automobili. Consiste nel disegnare con le ruote dell'auto un cerchio quanto più possibile preciso, intorno ad un punto, fino a formare una sorta di "ciambella" con i segni del battistrada degli pneumatici lasciati sull'asfalto.
Come per il drifting, le auto ideali sono auto a trazione posteriore.

## Tecnica
Si usa innescare il doughnut con tecniche da drifting, quali il pendolo, il freno a mano ed il blocco di ponte, oppure partendo da fermo e contando sulla potenza che il motore trasferisce istantaneamente alle ruote posteriori, con lo stesso procedimento usato per il burnout ma con il volante ruotato completamente verso il lato interno del cerchio. Così si innesca la sbandata iniziale, che dovrà essere controllata in sovrasterzo parzializzando il gas.

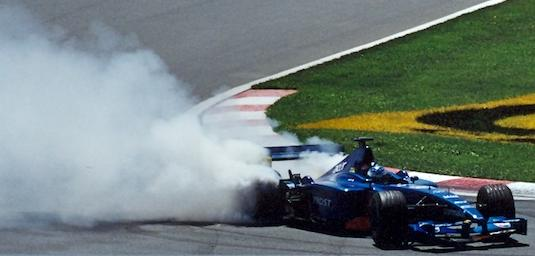
Jean Alesi celebra con una ciambella il suo quinto posto al Gran Premio del Canada di Formula 1 del 2001

È possibile effettuare il donut anche con auto a trazione integrale ma i rischi di danneggiamento per i differenziali sono piuttosto alti.

## Nel mondo
Esistono gare di questa disciplina in America ed in Australia, ma è usata in Italia soprattutto per verificare il grado di destrezza e di controllo delle tecniche di drifting nei corsi di guida sicura e sportiva, dove il pilota esegue la sequenza di doughnut intorno ad una fila di birilli. In quel caso, lo scopo è aiutare il pilota a gestire una situazione di emergenza, e solitamente la vettura è una trazione anteriore provvista di un dispositivo chiamato ragno, che tiene sollevato l'asse posteriore bloccando le ruote al retrotreno della vettura facilitando lo sbandamento, essendo fornito di 4 piccole ruote, simile a quelle dei carrelli. Questo consente di perdere con molta facilità il controllo della sezione posteriore dell'auto, senza la necessità di avere una potente vettura con trazione posteriore.

## Nel cinema
- Una famosa sequenza di donuts nel cinema la si ha nel film The Fast and the Furious: Tokyo Drift, nella scena per le strade di Shibuya, dove una Mazda RX-7 Veilside nera ed arancio esegue una serie di donuts girando intorno ad una Nissan Skyline R33. Nella scena dall'alto sono chiaramente visibili le tracce lasciate dagli pneumatici, e la forma, del donut.
- In uno dei cortometraggi "Cars Toons" tratto dal film Cars - Motori ruggenti, "Cricchetto ninja-carro nervosetto", durante un inseguimento, Cricchetto e il poliziotto che lo insegue entrano in un edificio dove molte auto stanno appunto facendo donuts. Il poliziotto allora, non riuscendo a resistere alla tentazione, abbandona l'inseguimento e si mette anche lui a fare donuts.